# Métodos de razonamiento
El término métodos de razonamiento hace referencia a un número determinado de formas, por medio de las cuales, es posible utilizar efectivamente la facultad humana que permite resolver problemas. Según las características de los problemas a resolver, el pensamiento opera de forma distinta al momento de razonar; por eso es importante que (al menos los estudiantes y los profesionales en cualquier área del conocimiento) aprendan a identificar las formas correctas que se deben emplear, en cada situación específica, para lograr una resolución efectiva del problema que se pueda plantear, y así, poder desarrollar y mejorar sus capacidades intelectuales.

## Método deductivo
El razonamiento deductivo o deducción es el proceso de sacar inferencias deductivas. Una inferencia es deductivamente válida si su conclusión se sigue lógicamente de sus premisas, es decir, si es imposible que las premisas sean verdaderas y la conclusión falsa. Por ejemplo, la inferencia de las premisas "todos los hombres son mortales" y "Sócrates es hombre" a la conclusión "Sócrates es mortal" es deductivamente válida. Un argumento es sólido  si es válido y todas sus premisas son verdaderas. Algunos teóricos definen la deducción en términos de las intenciones del autor para facilitar la distinción entre el razonamiento deductivo válido y el inválido.
La psicología se interesa por el razonamiento deductivo como un proceso psicológico, es decir, por la forma en que las personas realmente sacan inferencias. La lógica, por otro lado, se centra en la relación deductiva de consecuencia lógica entre las premisas y la conclusión o en cómo la gente debe sacar inferencias. Algunos entienden esta relación en términos de los posibles valores de verdad de interpretaciones. Otros, en cambio, se centran en las reglas de inferencia válidas. Una regla de inferencia es un esquema para sacar una conclusión de un conjunto de premisas basándose únicamente en su forma lógica. Hay varias reglas de inferencia, como el modus ponens y el modus tollens. Los argumentos deductivos inválidos, que no siguen una regla de inferencia, se llaman falacias formales. Las reglas de inferencia son reglas definitorias y contrastan con las reglas estratégicas, que especifican qué inferencias hay que sacar para llegar a una conclusión prevista. El razonamiento deductivo contrasta con el razonamiento no deductivo o ampliativo. Para los argumentos ampliativos, como los argumentos inductivos o abductivos, las premisas ofrecen un apoyo más débil a su conclusión: la hacen más probable, pero no garantizan su verdad. Compensan este inconveniente al poder proporcionar información genuinamente nueva que no se encuentra ya en las premisas, a diferencia de los argumentos deductivos.
La psicología cognitiva investiga los procesos mentales responsables del razonamiento deductivo. Uno de sus temas se refiere a los factores que determinan si las personas saquen inferencias deductivas válidas o inválidas. Un factor es la forma del argumento: por ejemplo, las personas tienen más éxito con los argumentos de la forma modus ponens que con el modus tollens. Otro es el contenido de los argumentos: es más probable que la gente crea que un argumento es válido si la afirmación hecha en su conclusión es plausible. Un hallazgo general es que las personas tienden a obtener mejores resultados en casos realistas y concretos que en casos abstractos. Las teorías psicológicas del razonamiento deductivo pretenden explicar estos resultados proporcionando una explicación de los procesos psicológicos subyacentes. Las teorías más conocidas son la teoría de la lógica mental, la teoría de los modelos mentales y la teoría del proceso dual.

## Método inductivo

### Diferencia entre inducción y deducción
Algunos dan por hecho que la deducción y la inducción son procesos opuestos, lo cual no es del todo cierto. Sin embargo existe una diferencia entre ellas, que va más allá del simple punto de partida y de finalización que toma cada uno de estos métodos; que se entiende como inverso al del otro método (deducción: de lo general a lo particular, e inducción: de lo particular a lo general).
La fuerza de la afirmación acerca de la relación entre las premisas y la conclusión del enunciado son los puntos clave de la diferencia entre la deducción y la inducción. Esto quiere decir que en la deducción, se afirma que la conclusión se sigue de las premisas necesariamente; mientras que en la inducción, la conclusión se sigue de las premisas solamente de manera probable.
Debido a esta razón, los enunciados deductivos se califican como válidos o inválidos; será válido un enunciado o argumento cuando las premisas, de ser verdaderas, proporcionan bases contundentes para la verdad de la conclusión. Y, en este método, es imposible que las premisas sean verdaderas, a menos que la conclusión también lo sea. Por tanto, cuando el razonamiento es incorrecto, el enunciado será inválido. De esta manera, en la deducción, o bien las premisas apoyan realmente a la conclusión, de forma concluyente, o no logran hacerlo. De otro lado, la inducción no pretende que sus premisas sean fundamentos para la verdad de la conclusión, sino solamente que proporcionen cierto apoyo a dicha conclusión; por ende, en la inducción los argumentos o hipótesis, no pueden ser calificados de válidos o inválidos, sino de mejores o peores, de acuerdo con el grado de apoyo que las premisas otorguen a las conclusiones.

## Método analógico
El razonamiento analógico es una forma de razonamiento que consiste en obtener una conclusión a partir de premisas en las que se establece una similitud o analogía entre elementos o conjuntos de elementos distintos, por lo tanto este va de particular en particular. Consiste en atribuir a un objeto que se investiga, las propiedades de otro análogo que ya es conocido.
Por ejemplo: Si se sabe que Marte y la Tierra, son planetas similares, y que en la Tierra hay vida, se puede concluir qué, probablemente, en Marte habrá vida.
Otro ejemplo: El presidente del Parlamento es como un entrenador de fútbol y por tanto puede decidir qué parlamentarios participan en un debate y durante cuánto tiempo. Como es lógico, la corrección de un razonamiento como el anterior depende de lo adecuado de la comparación. En el caso que nos ocupa, la comparación entre el presidente del Parlamento y un entrenador de fútbol no tendría por qué ser pertinente, o al menos no en todos los casos, a pesar de que la conclusión del razonamiento pudiera ser verdadera.

### Diferencia fundamental entre la analogía y los métodos deductivo e inductivo
La analogía se distingue básicamente, de la inducción y de la deducción, en que va de lo particular a lo particular; y, a eso se le añade que su grado de certeza es menor, ya que llega a conclusiones meramente probables.
Complementando la información anterior; todos los razonamientos analógicos tienen la misma estructura general, o siguen el mismo patrón. Dado lo anterior, toda inferencia analógica, parte de la similitud entre dos o más cosas, en uno o más respectos, para concluir la similitud de esas “cosas” en cualquier algún otro respecto.

## El método analítico y el método sintético
Para entenderlos mejor es necesario comprender bien el concepto de análisis. Este término hace referencia a “la descomposición de un fenómeno en sus elementos constitutivos”.
El método analítico descompone una idea o un objeto en sus elementos (mediante un proceso de distinción y diferencia); descompone un todo en sus elementos básicos, y por tanto, va de lo general (lo compuesto) a lo específico (lo simple). Mientras que el método sintético, combina los elementos, conexiona relaciones y forma un todo o conjunto para constituir una homogeneidad y semejanza pero realizando las distinciones pertinentes. El análisis y la síntesis se compenetran en la unidad del método.
No obstante, se trata de dos procedimientos distintos, pero que siguen un mismo camino; puesto que, la síntesis sin el análisis, no puede “reproducir la realidad”, ya que para conocer la realidad, es necesario observarla y estudiarla en toda la complejidad de sus aspectos.

## Conclusiones
Puede entenderse que el método deductivo es aquel que, más allá de ir de lo general a lo particular, proporciona las premisas, bases o fundamentos determinantes para garantizar la veracidad de la respectiva conclusión. Normalmente parte de leyes generalizadas o de razones inherentes a los fenómenos, para establecer conclusiones puramente lógicas.
El método inductivo es aquel que, mediante las premisas, pretende proporcionar fundamentos más o menos probables a la conclusión. La estructura que usualmente maneja es ir de lo particular a lo general. Es muy útil cuando se aplica en las ciencias, y generalmente se efectúa de manera empírica, mediante la observación de fenómenos particulares.
A pesar de que poseen rutas o caminos que van en distintas direcciones, tanto la deducción como la inducción, son procesos que están muy vinculados entre sí. Lo anterior se podría justificar, teniendo en cuenta que, los principios generales de los que parten los razonamientos deductivos, tienen su origen en los hechos que se observan por medio de la experiencia, casi en cualquier caso que se pueda plantear.
Los enunciados deductivos o son válidos o no lo son; mientras que, los inductivos se califican o se clasifican según el grado de probabilidad con la que sus premisas aportan fundamento para la mayor o menor veracidad de las conclusiones.
Se puede afirmar que, el método analógico es el de la comparación; mediante el cual, se pretende llegar a una conclusión probable de un fenómeno o problema, tomando como referencia otro que pueda tener elementos en común.
Es un método que permite suponer y establecer conclusiones que pueden ser razonables, pero, sin embargo, siempre es bueno poder probar concretamente lo que se estudia para que exista veracidad y seguridad sobre el objeto de estudio. De todas maneras, la razón anterior no quita la utilidad que este método le proporciona a la gente, al momento de pensar tomando como base lo que está al alcance.
Los métodos deductivo e inductivo, casi siempre se desempeñan combinando postulados o ideas generales con otras particulares, mientras que, en términos generales, la analogía siempre se desempeña comparando casos particulares para llegar, la mayoría de la veces, a conclusiones particulares, pero objetivas.
El método analítico y el método sintético son indispensablemente complementarios. El análisis permite observar adecuadamente la realidad que se estudia (meticulosamente, parte por parte); y la síntesis, facilita la determinación de nuevas tesis o juicios respecto de la realidad analizada. Como consecuencia de la aplicación correcta de estos dos métodos, se producen buenas conclusiones y/o resultados.